# Ernst Naumann

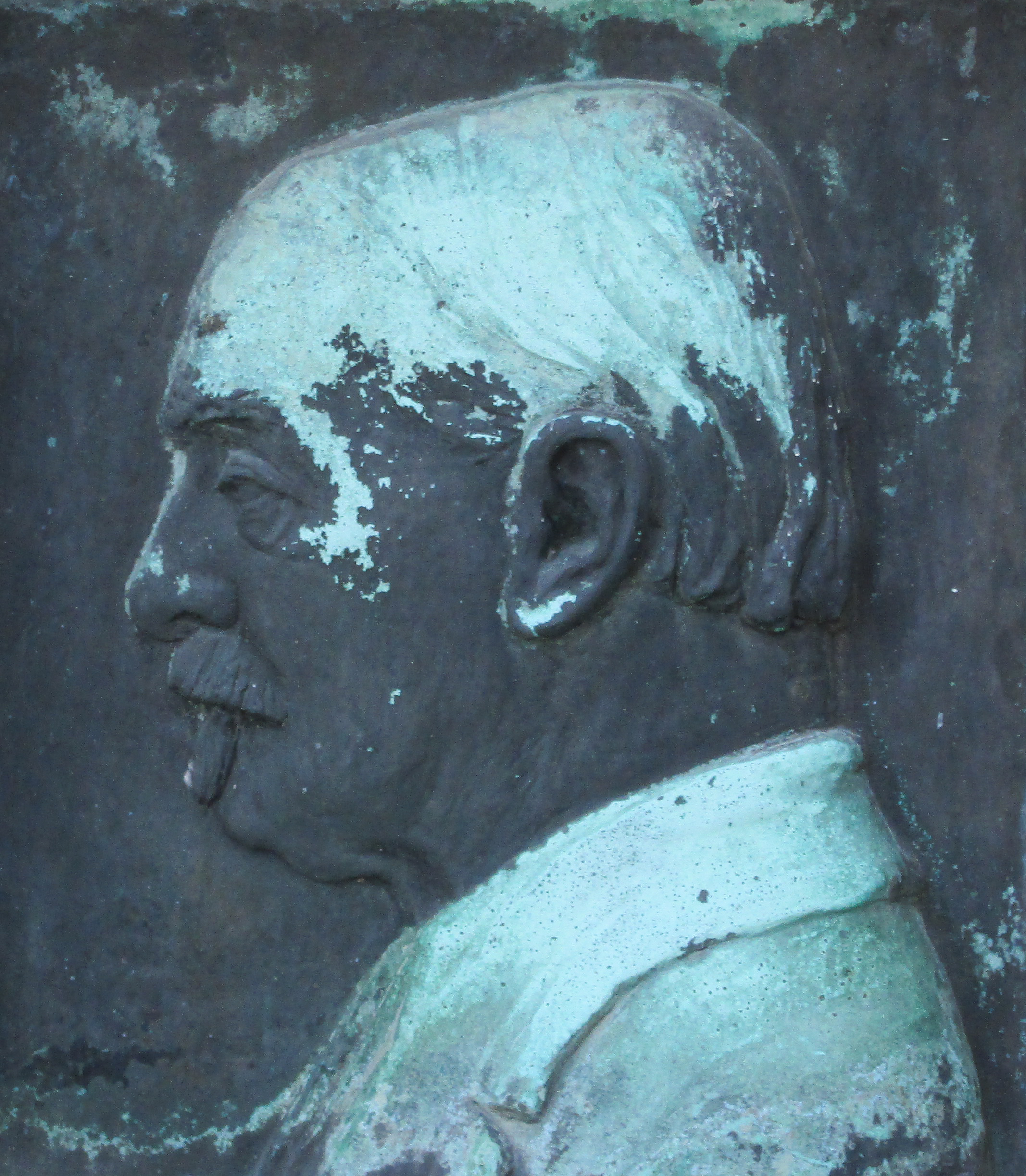
Ernst Naumann.

Carl Ernst Naumann, född den 15 augusti 1832 i Freiberg, död den 15 december 1910 i Jena, var en tysk musiker, son till Carl Friedrich Naumann. 
Naumann idkade musik- och universitetsstudier, blev filosofie doktor 1858 och var 1860–1906 universitetsmusikdirektor samt stadsorganist i Jena, med professors titel sedan 1877. Han komponerade kammarmusik, sånger med mera.